# Mother Jones (Zeitschrift)
Mother Jones (abgekürzt MoJo) ist eines der erfolgreichsten überregionalen linksliberalen Magazine in den Vereinigten Staaten. Es wird von der Foundation for National Progress in San Francisco herausgegeben. Die Redaktion wird von Monika Bauerlein und Clara Jeffery geleitet. Das alle zwei Monate erscheinende Magazin mit einer Auflage von etwa 230.000 Heften wurde nach Mary Harris „Mother“ Jones, einer amerikanischen Gewerkschafterin, benannt und hat sechsmal den National Magazine Award (bedeutendster Magazinpreis in den USA) gewonnen.

## Inhalt
Die inhaltlichen Schwerpunkte der MoJo spiegeln sich in der Druckausgabe und auf der Homepage wider: In den Rubriken Politics, Environment, Food, Media, Crime & Justice, Photos und Investigations werden Hintergrundartikel und Nachrichten aus den jeweiligen Bereichen veröffentlicht.

## Entwicklung
Zu den Gründern und zum Herausgeberteam der ersten Jahre gehörte Adam Hochschild; von 1981 bis 1986 war Deirdre English die Chefredakteurin. Der Nachfolger Michael Moore war nur einige Monate präsent und verließ die Redaktion im Streit. Er hatte, nachdem eine Story über die Schließung eines General-Motors-Werkes in seiner Heimatstadt Flint (Michigan) abgelehnt wurde, das Gesicht des ehemaligen GM-Arbeiters Ben Hamper auf die Titelseite gesetzt, was nach Angabe von Moore Grund der Kündigung war. Nach Angabe des ehemaligen Mother-Jones-Journalisten David Talbot war Moore bei anderen Mitarbeitern unbeliebt, da sie seinen Managerstil als autokratisch bewerteten.
Nachfolger Moores war Douglas Foster. 1992 wurde er von Jeffrey Bruce Klein abgelöst, der sich stärker mit bundespolitischen Themen beschäftigte, darunter etwa der Rolle der Finanzierung von Wahlkampagnen und Berichten über die Tabakindustrie. 1999 kam Roger Cohn in den Chefsessel, der sich stärker mit sozialpolitischen Themen in verschiedenen Teilen des Landes befasste; unter ihm erhielt Mother Jones 2001 den National Magazine Award for General Excellence. Nach einem kurzen essayistischer orientierten Zwischenspiel mit Russ Rymer kamen Monika Bauerlein und Clara Jeffery als Chefredakteurinnen ans Ruder, welche sich bereits in der Redaktion mit investigativen Beiträgen einen Namen gemacht hatten. 
Zu den Autoren gehören unter anderem Barbara Ehrenreich, Paul Berman, Shane Bauer, Molly Ivins, Ralph Nader, Randy Shilts, Marc Cooper, Paula Poundstone, David Corn und James Ridgeway (letztere im Büro Washington D.C.). 
Mother Jones eröffnete im November 1993 eine Internetpräsenz und ist auch zeitweise im Radio präsent. Seit März 2005 sind der Website von Mother Jones mehrere Blogs angegliedert.